# Sagittranstilla
Sagittranstilla là một chi bướm đêm thuộc phân họ Tortricinae của họ Tortricidae.

## Các loài
- Sagittranstilla mageana Razowski & Becker, 1999